# Eusebius Pieydagnelle
Eusebius Pieydagnelle (* ca. 1828; † vermutlich zwischen 1870 und 1875) war ein französischer Serienmörder.
Bekanntheit erlangte er durch sein umfassendes Geständnis vor dem Schwurgericht.

## Leben
Eusebius Piedydagnell wurde ca. 1828 als Sohn angesehener Eltern in der französischen Provinzstadt Vieuville geboren.
Schon mit 7 Jahren entwickelte er ein ungewöhnliches Interesse an der Arbeit eines Fleischers namens Cristoval. Dieser verrichtete seine Arbeit in der Metzgerei, die genau gegenüber dem Elternhaus Pieydagnelles lag.
Aus der Rede von Eusebius vor dem Schwurgericht geht folgendes Zitat des Metzgers hervor:
„Vertrauen Sie Ihren Sohn mir auf einige Zeit an, Nachbar! Sie sollen ihn zurückempfangen so stark wie einen Ochsen und so heiter wie eine Leiche. Wer mit Blut zu tun hat, der wird kräftig; wenn es ihm keinen Abscheu einflößt, den Tag über bei uns zu sein, so wird es ihm gut tun. Das Latein gehört für die Pfarrer. Sie können es ihm später einbleuen lassen, wenn Sie es durchaus wollen, aber vorerst muß der Junge Muskeln bekommen. Ich schätze Sie und Ihre Frau hoch und will Ihnen mit meinem Anerbieten einen Gefallen erweisen.“
Durch den Metzgersgehilfen Antoine Bricogne lernte Eusebius das Metzgershandwerk. Auch erwähnt er in seiner Rede, dass ihn das Trinken von Tierblut stärker gemacht habe. Er bezeichnet sich selbst, aufgrund der Arbeit im Schlachthaus und der übermäßigen Zärtlichkeit der Mutter, als ein Gemisch aus kalter Grausamkeit und eifriger Bigotterie.
Den Umgang mit seiner späteren Tatwaffe, die immer ein Messer war, lernte er ebenfalls vom Metzgersgehilfen Bricogne. Auch beschreibt er zu dieser Zeit das Gefühl des Tötens wie folgt: „Das Süßeste aber ist, wenn man fühlt, wie das Tier unter dem Messer zittert. Das fliehende Leben schlängelt sich der Klinge entlang in die Hand hinein, die das tödliche Werkzeug hält.“
Doch irgendwann entschieden die Eltern, Eusebius wieder zur Schule zu schicken, welche er erfolgreich beendete. Bei der Rückkehr ins Elternhaus stellte er fest, dass der Metzgersgehilfe die Stadt verlassen hatte. Mehr ist über ihn nicht bekannt.
Obwohl er seine alte Stelle nicht wieder aufnahm, so war seine Leidenschaft ungebrochen, beschrieb er die Geräusche aus dem Schlachthaus doch als Sphärenmusik.

## Mordserie
Sein erster Mord geschah laut eigener Aussage in der Nacht vom 14. auf den 15. Juni 1860. Das Opfer war die Tochter des Wirts des Coq Bleu mit dem Namen Lurotte. Eusebius selbst bezeichnete sie als braves, zuvorkommendes, liebes Mädchen. Er hatte wohl auch viel für sie übrig, zumindest sofern man seinen Aussagen glaubt. Das „Coq Bleu“ lag im Ort La Garigue, wo sich Eusebius aus geschäftlichen Gründen aufhielt.
Er hatte vor, sie an diesem Abend zu besuchen, jedoch fand er sie bereits schlafend über einen Tisch gebeugt in der Küche vor. Laut eigenen Angaben überkam ihn der Wahnsinn (Zitat: „Sie können es nicht begreifen, wie mir zumute war, Sie müssten denn zuvor verrückt werden, so wie ich es auch war in jener Nacht.“), als der sie dort schlafend sah und das Küchenmesser neben ihr bemerkte. Er stieß ihr das Messer wohl so hart in den Rücken, dass es sogar in der Tischplatte stecken blieb.
Aussage des Postboten des Dorfes: „Wir fanden auf der Station Pré-aux-Bois die Tochter des Wirtes vom Coq Bleu mit einem Messer an den Küchentisch angeheftet, die Spitze steckte im Holze, der Griff stand beim Haarknoten heraus.“
Den zweiten von sechs Morden beging er am 19. Oktober 1860. Dieses Mal war ihm das Opfer nicht persönlich bekannt, es handelte sich um einen etwa 19 Jahre alten Kolporteur, eine Art fahrenden Händler. Sie tauschten erst einige Worte aus, bevor er ihn heimtückisch mit dessen eigenem Messer tötete, als dieser dabei war, seine Reisetaschen zu verschließen. Auch hier behauptete er diesmal, der Anblick der Klinge hätte ihn zu seiner Tat verleitet.
Über die nächsten Morde ist nur Folgendes durch Eusebius bekannt geworden: Am 6. März 1861 traf es den Polizeioberkommissar, der erstochen in einem Busch aufgefunden wurde, am 7. November 1861 den Pfarrer von Pommerelles und am 12. März 1863 den Wagner Martin von La Chappe.
Erst nach dieser Serie begannen die Anwohner der Gegend, es mit der Angst zu tun zu bekommen, Menschen gingen nicht mehr alleine auf die Straße und Türen und Fenster wurden mehrfach verriegelt. Auch belustigte es ihn, die Theorien und Geschichten der Leute zu hören, wenn sie über die Morde sprachen. An einem Abend, als Eusebius und sein Vater einen Besucher nach Hause begleiteten, hatte er sogar Sorge, im Wahn seinen eigenen Vater zu töten, wozu es jedoch nicht kam.
Auch sagte er, seine Vaterstadt sollte ihm dankbar sein, denn nur aus der Angst vor ihm soll dort die Gasbeleuchtung eingeführt worden sein.
Innerhalb der folgenden zwei Jahre verstarben seine Eltern. Zitat: „Ich bin kein undankbarer Mensch, sondern ich danke dem Himmel, daß er meine Eltern weggenommen hat, ehe sie mein böses Herz erkannt haben.“
Am 7. Oktober 1864 verließ er seine Heimat und entschloss sich, als Einsiedler im Wald zu leben. Dort lebte er 6 Jahre abgeschieden und jagte ausschließlich mit dem Gewehr. Denn nach eigener Aussage könne er niemals einen Menschen mit einem Gewehr töten. Doch es sollte noch ein weiteres und letztes Opfer folgen: Am 3. August 1870 verirrte sich kein Geringerer als sein alter Metzgermeister Cristoval in eben jenes Waldstück, in dem Eusebius in einer Höhle hauste. Zwar freute sich der Metzger, seinen alten Lehrling wiederzusehen, und bat ihn sogar, in der Höhle übernachten zu dürfen, doch Eusebius schlug aus Angst, auch ihm etwas anzutun, vor, ihn bis zur Straße zu begleiten. Zusätzlich gab er seinem alten Lehrmeister Mitschuld für seinen Wahnsinn. Sie unterhielten sich, während sie gingen, über die Morde und dass bereits ein anderer Verdächtiger gefasst sei. Dieser war ein alter Freund von Eusebius namens Anthime Lebegue. Während sie über die Schuld oder Unschuld von Anthime stritten, machte sich Eusebius durch einige wirre Aussagen sehr verdächtig.
Auf dem Weg drückte Cristoval ihm trotz dieses Verhaltens ein Messer in die Hand, um die Spitze einer Zigarre und einen Ast abzuschneiden. Das wurde ihm zum Verhängnis. Denn kaum drehte er ihm den Rücken zu, erstach Eusebius auch ihn.
Seine Leiche trug er bis in die Stadt, legte diese vor dem Haus des Oberhauptes des Ortes ab und stellte sich.

## Verfahren
Vor Gericht sagte er aus, dass er sterben wolle, aber selber nicht die Kraft dazu hatte bzw. Angst vor den Konsequenzen hatte, denn als Selbstmörder würde man ja nach dem Tod härter bestraft. Man sollte ihn zum Tode verurteilen und per Fallbeil hinrichten. Als die Geschworenen jedoch entschieden, er sei unzurechnungsfähig und könne somit nicht zum Tode verurteilt werden, verfiel er in einen Tobsuchtsanfall. Er wurde wegen Monomanie in eine Irrenanstalt überführt und starb kurz darauf an einem Hirnschlag.